# 1984 (Roman)

Erstausgabe im Schutzumschlag, Secker & Warburg, London 1949

1984 (Originaltitel: Nineteen Eighty-Four, deutscher Alternativtitel: Neunzehnhundertvierundachtzig), geschrieben von 1946 bis 1948 und erschienen im Juni 1949, ist ein dystopischer Roman von George Orwell, in dem ein totalitärer Überwachungsstaat im Jahr 1984 dargestellt wird. Protagonist der Handlung ist Winston Smith, ein einfaches Mitglied der diktatorisch herrschenden fiktiven Staatspartei Sozialistische Partei Englands, auf die sich die herrschende politische Ideologie Engsoz (Englischer Sozialismus, original Ingsoc) stützt.
Der allgegenwärtigen Überwachung zum Trotz will Smith seine Privatsphäre sichern und etwas über die Vergangenheit erfahren, die von der Partei durch umfangreiche Geschichtsfälschung verheimlicht wird. Dadurch gerät er mit dem System in Konflikt, das ihn gefangen nimmt, foltert und einer Gehirnwäsche unterzieht.
Orwell begann 1946 während seines Aufenthaltes auf der Insel Jura vor der Küste Schottlands mit dem Verfassen des Buches und stellte es Ende 1948 fertig. Der Titel enthält den Zahlendreher der Jahreszahl 1948 zu 1984 als Anspielung auf eine zwar damals noch fern erscheinende, aber (ähnlich wie Orwells vorangegangener Roman Farm der Tiere) doch eng mit der damaligen Gegenwart verknüpfte Zukunft.
Der „unter dem Eindruck der Nazismus, des Stalinismus und der Wirtschaftspolitik der Industriestaaten während des Zweiten Weltkriegs“ (Kindlers Literatur Lexikon) entstandene Roman wird oft dann zitiert („Big Brother is watching you“) bzw. sein Titel oder der Name Orwell genannt, wenn es darum geht, staatliche Überwachungsmaßnahmen kritisch zu kommentieren oder auf Tendenzen zu einem Überwachungsstaat hinzuweisen.

## Inhalt

### Zusammenfassung
Die Welt ist in die drei Machtblöcke Ozeanien, Eurasien und Ostasien aufgeteilt, die sich, in ständig wechselnden Koalitionen, in dauerhaftem Krieg miteinander befinden. Die Handlung des Romans spielt in Ozeanien, das Nord- und Südamerika, die britischen Inseln, Australien und das südliche Afrika umfasst, wobei Winston Smith im „Landefeld 1“ (England) lebt. In dem diktatorisch und totalitär geführten Staat unterdrückt eine vom – nie wirklich sichtbaren – Großen Bruder (Big Brother) geführte Parteielite (Innere Partei) die restlichen Parteimitglieder (Äußere Partei) „“und die breite Masse des Volkes, die „Prolls“ (Proles).
Die allgegenwärtige Gedankenpolizei überwacht permanent alle Parteimitglieder. Mit nicht abschaltbaren Geräten (Teleschirmen, engl. telescreens), die alle Wohnungen visuell kontrollieren und abhören, schürt das Staatsfernsehen Hass auf den Staatsfeind Emmanuel Goldstein, der angeblich eine gegen die Partei gerichtete Untergrundorganisation, die Bruderschaft, leitet. Dieser Hass wird den Menschen als Teil der allgegenwärtigen Propaganda täglich neu eingehämmert und dient dazu, die Bevölkerung durch das gemeinsame omnipräsente und anscheinend übermächtige Feindbild zusammenzuschweißen und von ihrem entbehrungsreichen, von harter Arbeit geprägten Leben abzulenken.
Die Sprache wird von „schädlichen Begriffen“ gereinigt und wurde durch eine neue Sprache (Neusprech – Newspeak) ersetzt. Zudem beeinflusst die Partei das Denken in ihrem Sinn mit ständig wiederholten, antithetischen Parolen wie „Krieg ist Frieden“, „Freiheit ist Sklaverei“ und „Unwissenheit ist Stärke“. Im Laufe der Handlung wird auch die Frage aufgeworfen, ob die Partei den Krieg mit den anderen Ländern und den Terror der verfemten Untergrundbewegung Goldsteins nicht vielleicht insgeheim selbst inszeniert, um einen Vorwand für die massive Überwachung, den permanenten Ausnahmezustand und die umfassende Unterdrückung zu schaffen. Die Bürger werden durch die konstant wiederholte Parole „Der Große Bruder beobachtet dich“ („Big Brother is watching you“) fortlaufend an ihre Überwachung erinnert.
Die Hauptfigur Winston Smith arbeitet im Ministerium für Wahrheit in London und ist damit beschäftigt, alte Zeitungsberichte und somit das Geschichtsbild fortwährend an die gerade herrschende Parteilinie anzupassen. Obwohl er zur Äußeren Partei gehört, lehnt Smith das totalitäre System ab und führt heimlich Tagebuch über seine verbotenen Gefühle. Julia, ebenfalls Parteimitglied, wird zu seiner Geliebten und Mitwisserin. Smith versucht, mit der von der Partei verfolgten Untergrundbewegung Kontakt aufzunehmen. In dem scheinbar gleichgesinnten O’Brien glaubt er, einen Helfer und Mitkämpfer gefunden zu haben, dieser stellt sich jedoch später als besonders intelligentes und fanatisches Mitglied der Inneren Partei heraus, von dem Winston schließlich verhaftet wird. Unter der Folter im Ministerium für Liebe bricht Smith psychisch zusammen: Er verrät Julia, verliert seine gerade erst neu gewonnene Individualität und glaubt nach einer Gehirnwäsche schließlich, durch seine neu entdeckte Liebe zum Großen Bruder endlich frei zu sein.

### Teil 1
Die Geschichte beginnt mit einem Bild des Alltags in einem dystopischen Überwachungsstaat. Winston Smith arbeitet im Ministerium für Wahrheit (Propagandaministerium) in London. Sein Leben ist geprägt von Versorgungsproblemen, ständiger Überwachung, Angst und Mangel an persönlichen Beziehungen. Seine Arbeit besteht zum größten Teil darin, im Sinne der Partei Geschichtsklitterung zu betreiben, das heißt, unbequeme Fakten und Daten zu manipulieren oder zu löschen und so die historische Wahrheit für die Öffentlichkeit und Nachwelt zu verfälschen. So wie er leben alle ihm bekannten Mitglieder der Äußeren Partei in Ozeanien, einem der drei Superstaaten; die beiden anderen sind Eurasien und Ostasien. Deren Existenz ist allerdings nicht belegt, sondern möglicherweise von der Partei nur vorgetäuscht, um einen permanenten Kriegszustand zu rechtfertigen. Es stellt sich sogar die Frage, ob die häufig in Ozeanien einschlagenden Raketen nicht von der Partei selbst abgefeuert werden.
Innerlich kann sich Winston schon lange nicht mehr mit der Parteidoktrin identifizieren. Er muss seine Meinung geheim halten, da in Ozeanien nicht nur alle Handlungen gegen die herrschende Partei als Verbrechen gelten, sondern schon der Wunsch zum Widerstand ein sogenanntes Gedankenverbrechen (thoughtcrime) ist. Es fällt Winston besonders schwer, sich angesichts der ständigen Videoüberwachung durch Teleschirme, Polizeistreifen, Nachbarn und Arbeitskollegen zu verstellen. Die Mitglieder der Äußeren Partei werden derart streng überwacht, dass bereits das nervöse Zucken eines Fingers oder ein falscher Blick zur Verhaftung und zum Tod führen können. Winston beginnt schließlich, seine Gedanken heimlich in einem Tagebuch festzuhalten, das er bei Mr. Charrington, dem Inhaber eines alten Kramladens, entdeckt hat.
Als ihm eines Tages bei der Arbeit eine bei der „Jugendliga gegen Sexualität“ engagierte junge Frau namens Julia durch Blickkontakte auffällt, vermutet er, dass sie ein Mitglied der Gedankenpolizei (der Geheimpolizei des Systems) oder eine „Amateurspionin“ (selbstständig arbeitender Spitzel) ist.
Winstons großes Interesse für die Vergangenheit treibt ihn immer wieder in die Elendsviertel der Prolls (Proletarier). Als ihm Mr. Charrington eine Glaskugel zeigt, die eine Koralle umschließt, ist Winston sofort von diesem Stück Vergangenheit fasziniert und kauft es. Mr. Charrington führt Winston später in ein möbliertes Zimmer, in dem es keinen überwachenden Teleschirm zu geben scheint. Von dem Zimmer ist Winston so angetan, dass er es am liebsten mieten möchte; doch auch das ist bereits ein gefährlicher Gedanke, den er wieder verwirft, als er sich dessen bewusst wird.

### Teil 2
Dieser Teil handelt von Winstons Weg in den inneren Widerstand und endet mit seiner Verhaftung durch die Gedankenpolizei.
Auf dem Weg von Charringtons Kramladen nach Hause begegnet ihm wieder Julia. Für ihn besteht jetzt kein Zweifel mehr, dass sie ein Mitglied der Gedankenpolizei ist. Ein paar Tage später trifft er sie im Wahrheitsministerium ein drittes Mal. Gerade als sie an ihm vorbeigehen will, stürzt sie. Während Winston ihr wieder auf die Beine hilft, steckt sie ihm heimlich einen kleinen Zettel zu. Weil Winston sich in der Nähe eines Teleschirms befindet, wartet er, bis er seinen Arbeitsplatz wieder erreicht hat, bevor er es riskiert, ihre Botschaft an ihn zu lesen: „Ich liebe Dich.“
In den nächsten Tagen versucht er mehrfach vergeblich, Kontakt mit der jungen Frau aufzunehmen. Eines Tages aber sitzt sie allein an einem Tisch in der Kantine, und Winston setzt sich dazu. Zuerst wagt er nicht, sie anzusprechen, denn sie werden überall von Teleschirmen überwacht. Daher können sie nur wenige Worte miteinander wechseln. Er erfährt, dass sie eine heimliche persönliche Rebellion gegen die Partei führt. Nachdem sich die beiden einige Male in aller Heimlichkeit und unter großen Mühen auf dem Land getroffen haben, stimmt Julia zu, das Zimmer über Mr. Charringtons Laden zu mieten, um ihre Zweisamkeit auszuleben. Dort sehen und lieben sie sich von nun an öfter. Auch das ist ein Schwerverbrechen, weil Sexualität unter Parteimitgliedern nur der Fortpflanzung dienen darf und schrittweise durch künstliche Befruchtung ersetzt werden soll.
Winston erzählt Julia von O’Brien, einem Mitglied der Inneren Partei, den er für einen Regimegegner hält, da dessen Verhalten ebenfalls leicht von der Norm abweiche. Mit Julia besucht er O’Brien in dessen Wohnung. Zwar hängt auch bei ihm ein Teleschirm, der aber kann wenigstens für kurze Zeit abgeschaltet werden. Auf diese Weise können die drei eine halbe Stunde lang scheinbar unbeobachtet miteinander sprechen. O’Brien gibt sich als Mitglied der Bruderschaft, der Untergrundbewegung des Staatsverräters Emmanuel Goldstein, aus und lässt Winston ein Exemplar von Goldsteins berüchtigtem Buch Die Theorie und Praxis des oligarchischen Kollektivismus zukommen. Vor seiner Verhaftung kommt Winston dazu, das erste und das dritte Kapitel des Buchs zu lesen. Im Grunde findet er dort nur eine deutliche Beschreibung von Dingen, die ihm ohnehin schon klar waren, und stellt fest: „Das Wie verstehe ich, aber nicht das Warum“. Später erfährt er, dass O’Brien Mitverfasser des Buches ist.
Am selben Tag besprechen Winston und Julia ihre gemeinsame Zukunft. Während Julia von einem glücklichen Leben zusammen mit Winston im Untergrund träumt, möchte dieser um jeden Preis die Partei bekämpfen. Dabei ist ihm klar, dass man sie dann bald aufspüren, foltern und liquidieren würde. Im selben Augenblick wird das Zimmer umstellt und aufgebrochen. Nun stehen sie das erste Mal wissentlich einem Mitglied der Gedankenpolizei gegenüber: Mr. Charrington, dem Besitzer des Ladens, der sie die ganze Zeit über durch einen hinter einem Wandbild verborgenen Teleschirm hat beobachten lassen.

### Teil 3
Dieser Teil beschreibt die Gefangenschaft Winstons, seine Folter und Umerziehung sowie das Geschehen nach seiner Freilassung.
Nach seiner Verhaftung wacht Winston in einem fensterlosen, ständig hell beleuchteten Raum auf. Er vermutet, dass man ihn ins Ministerium für Liebe gebracht hat. Alle Wände sind weiß gekachelt, an jeder befindet sich ein Teleschirm. Rund um den Raum zieht sich an der Wand entlang eine Bank, gerade breit genug zum Sitzen und einzig durch eine Toilette gegenüber der Tür unterbrochen. Ständig kommen neue Gefangene in Winstons Zelle und werden wieder abgeholt. Auch Winston wird von Zeit zu Zeit verlegt. Er erfährt von einem mysteriösen „Zimmer 101“, vor dem alle Angst haben. Winston verliert durch das ständige Licht und den fehlenden Tagesrhythmus bald das Zeitgefühl. Er bekommt kaum zu essen und magert zusehends ab.
Zu Beginn durchläuft Winston einige routinemäßige Verhöre. Der zuständige Offizier ist O’Brien, der in Wirklichkeit nicht zur Bruderschaft, sondern zur Parteispitze gehört. Zunächst muss Winston unter ständiger Folter die „üblichen Geständnisse“ (u. a. Spionage, Sabotage, Unterschlagung und Mord) ablegen. Bald wird daraus eine Gehirnwäsche. Stück für Stück zerlegt O’Brien das Weltbild des intellektuell unterlegenen Winston. Wenn er uneinsichtig ist, sich dumm stellt oder lügt, fügt ihm O’Brien auf einer Art Streckbank Schmerzen durch Elektroschocks zu. Bisweilen lässt O’Brien Winston auch Medikamente gegen den Schmerz geben. Um Winston zu demonstrieren, dass die willkürliche Steuerung des Erinnerungsvermögens bei genügender Anstrengung möglich ist, lässt er ihm einen Elektroschock durch den Kopf verabreichen, der Winstons Langzeitgedächtnis vorübergehend beeinflusst.
O’Brien erklärt Winston die einzelnen Schritte der Umerziehung: Lernen, Verstehen und Akzeptieren. Um Winstons Widerstand gegen das System zu brechen, will O’Brien seinen Willen manipulieren. Dazu zwingt O’Brien ihn, seinen von den Folterungen zerschundenen und ausgemergelten Körper im Spiegel zu betrachten. Da sich Winston als Streiter für die Menschheit begreift („Lernen“), versucht man ihm so klarzumachen, dass Gegenwehr zwecklos ist, da die Menschheit der Partei Ozeaniens (sowie Ostasiens und Eurasiens) ebenso ausgeliefert sei wie er selbst. Angewidert von sich selbst, empfindet Winston seinen Anblick als kläglich und würdelos („Verstehen“) und nimmt die nährende Hand der Partei dankbar an („Akzeptieren“).
O’Brien enthüllt ihm das Geheimnis der Partei: die Macht (über Menschen) als Selbstzweck. Die Macht der Partei dient nur der Ausübung von Macht: „Wenn Sie sich ein Bild von der Zukunft ausmalen wollen, dann stellen Sie sich einen Stiefel vor, der in ein Menschenantlitz tritt – immer und immer wieder.“ Folgerichtig steht am Ende der Umerziehung nicht der Straferlass, sondern der endgültige Tod: „Sie sind ein schwieriger Fall. Aber geben Sie die Hoffnung nicht auf. Jeder wird früher oder später geheilt. Am Schluss erschießen wir Sie.“ Die von der mittelalterlichen Inquisition („Du sollst nicht!“) und den totalitären Systemen („Du sollst!“) gepflegten Gebote, die immer nur Märtyrer erzeugten, da die Opfer nicht „akzeptierten“, „bejahten“, werden ersetzt durch das Gebot der Partei: „Du hast zu sein!“. O’Brien: „Jeder wird reingewaschen [„geheilt“].“
Winston erhält von nun an wieder genug zu essen und wird gesundgepflegt. Man zieht ihm die wenigen verbliebenen Zähne und fertigt ihm ein neues Gebiss an. Während er sich körperlich erholt, trainiert er sich im Zwiedenken (in neueren deutschen Ausgaben: Doppelden.)und Verbrechenstopp (In neueren Ausgaben: Delstop) und übt, seinen eigenen Geist zu überlisten. Winstons Umerziehung scheint dem Ende zuzugehen. Doch als er eines Nachts im Traum laut nach Julia ruft, erkennt O’Brien, dass Winston nach wie vor den Großen Bruder verabscheut und seine Liebe zu Julia ungebrochen ist.
Er wird in das berüchtigte Zimmer 101 gebracht. Dort erwartet jeden Menschen seine persönliche Hölle. Da O’Brien von Winstons panischer Angst vor Ratten weiß, lässt er einen Käfig mit zwei ausgehungerten Exemplaren direkt vor Winstons Gesicht befestigen und droht damit, die Käfigtür zu öffnen. Um diese Gefahr abzuwenden, opfert Winston das letzte Gut, das ihm von seinem ursprünglichen Selbst noch geblieben ist: seine Liebe zu Julia. Er verrät sie, indem er O’Brien anfleht, diese Folter nicht ihm, sondern Julia anzutun. Damit sind seine Selbstachtung und sein innerer Widerstand endgültig gebrochen. Infolgedessen wird er aus der Haft entlassen.
Nach der Entlassung ist Winston zwar weiterhin im Wahrheitsministerium angestellt, in seiner neuen Position hat er aber so gut wie keine Aufgaben, sodass er viel Zeit beim Lösen von Schachproblemen in einem heruntergekommenen Café verbringt. Auch trinkt er sehr viel Gin. Er trifft Julia noch ein letztes Mal. Auch sie zeigt Spuren der Folter, eine Narbe verunstaltet ihr Gesicht, und ihr ehedem athletischer Körper ist unförmig geworden. Sie eröffnet Winston, ihn verraten zu haben, und gesteht ihm, dass die Partei es verstanden habe, ihre Gefühle für ihn zu zerstören. Später ertappt sich Winston dabei, wie er gemeinsam mit der Masse beim Betrachten der Kriegsberichte mitfiebert.
Er erkennt, dass er von seiner lebenslangen Auflehnung gegen die Gemeinschaft „geheilt“ ist. Er hat eine Vision von seiner Hinrichtung: In einem öffentlichen Prozess bekennt Winston unter Tränen dankbar und demütig seine Liebe zum Großen Bruder, der ihm half, den „Sieg gegen sich selbst“ zu erringen. Der Tagtraum endet damit, dass ihm „die langersehnte Kugel ins Gehirn dringt“. Die Gehirnwäsche war erfolgreich. Das Buch endet mit Winstons Erkenntnis, dass er den Großen Bruder „wahrlich liebt“.

## Figuren

Figurenkonstellation

### Winston Smith
Winston Smith, die Hauptfigur des Romans, ist ein 39 Jahre alter grüblerischer und resignierter Mann, der an den von der Partei ausgegebenen Parolen und ihrem Führer, dem Großen Bruder, zweifelt. Um den tatsächlichen Verlauf der Dinge festhalten zu können (gegenüber der pausenlosen Geschichtsfälschung der Partei, die er aus seiner Arbeit im Ministerium für Wahrheit kennt), beginnt er, Tagebuch zu schreiben. Er wünscht sich den Umsturz der Regierung und den Niedergang des Großen Bruders und sucht daher nach Gleichgesinnten, die er in Julia und O’Brien zu finden glaubt. Winston ist in seinem Widerstand bemüht zu verstehen, wie die Partei eine solch totale Macht ausüben kann. Seine Überlegungen kreisen häufig um die Möglichkeit, Sprache zur Gedankenkontrolle zu benutzen (s„Neusprech“). Orwell setzte den Namen des Protagonisten aus dem Vornamen von Winston Churchill und dem Allerweltsnachnamen Smith zusammen.

### Julia
Während Winston ruhelos, fatalistisch und um die Gesellschaft als Ganzes besorgt ist, ist Julia gefühlsbetont, pragmatisch, darauf bedacht, den Augenblick zu genießen und das Beste aus ihrem Leben herauszuholen. Sie hasst die Partei, weil diese versucht, ihr persönliches Glück zu zerstören, um sie fest für die Gemeinschaft zu verplanen. Julias Rebellion gegen die Partei ist daher viel persönlicher.
Während Winston versucht, der Bruderschaft beizutreten und sich mit dem abstrakten Manifest ihres Gründers Emmanuel Goldstein befasst, möchte Julia ein freies Sexualleben führen. Sie will eine Beziehung mit Winston und befasst sich mit zukünftigen Plänen dafür. Sie ist nicht wie Winston überzeugt, dass die Gedankenpolizei sie erwischen wird, und deswegen viel mehr darauf bedacht, ihre Kollegen, Nachbarn und die Gedankenpolizei zu täuschen. Daher engagiert sie sich bei der „Jugendliga gegen Sexualität“ (in neueren deutschen Ausgaben: „Junioren-Anti-Sex-Liga“), eifert am heftigsten beim „Zwei-Minuten-Hass“ und besucht zusammen mit Winston viele Demonstrationen.
Es zahle sich aus, sagt sie, es diene der Tarnung. Wenn man die Regeln im Kleinen einhalte, könne man sie im Großen übertreten. Julia behauptet, sie habe zahlreiche Affären mit Parteimitgliedern gehabt. Obwohl der Leser nicht erfährt, ob sie dies nur auf Winstons Wunsch behauptet oder es wirklich den Tatsachen entspricht, zeigt es doch deutlich, dass sie nicht gewillt ist, sich von der Partei ihre Lust nehmen zu lassen. Julia besitzt einen natürlichen Lebensgeist und auch einen stärker ausgeprägten Realitätssinn, im Gegensatz zu Winstons Verzweiflung und Todessehnsucht. Sie verrät Winston am Ende, um sich zu retten, wird aber ähnlich umerzogen wie er.

### O’Brien
O’Brien ist ein vom Ministerium für Liebe eingesetzter Spion, der Mitglieder der Äußeren Partei auf Gedankenverbrechen überwachen soll. Zu diesem Zweck verstellt er sich gegenüber Winston und Julia und gibt sich als Feind der Partei aus. Winston lernt O’Brien bei seiner Arbeit im Ministerium für Wahrheit kennen. Während des obligatorischen „Zwei-Minuten-Hasses“ tauschen sie einen Blick aus, der für Winston Grund genug ist anzunehmen, O’Brien sei ein Feind der Partei. O’Brien wird von Winston für seine Eleganz und überragende Klugheit bewundert. Winston träumt oft von O’Brien und einer funktionierenden Widerstandsbewegung.
O’Brien ist Mitglied der Inneren Partei und hat daher mehr Privilegien als die Mitglieder der Äußeren Partei. So kann er den Teleschirm in seiner Wohnung abstellen und besitzt einige Luxusgüter wie Wein. Daher vertraut sich Winston ihm an und bekommt von ihm Goldsteins revolutionäres Buch (das, was wie sich am Ende herausstellt, teilweise von O’Brien selbst verfasst worden war). Winston trifft O’Brien im dritten Teil des Buches im Ministerium für Liebe wieder. Dieses Treffen wurde von O’Brien (in einem Traum Winstons) vorhergesagt: Wir treffen uns dort, wo keine Dunkelheit herrscht. O’Brien stellt sich nun als ein überzeugter Anhänger des Großen Bruders heraus. Durch die Folterung im Ministerium für Liebe versucht er, Winston von den parteifeindlichen Gedanken zu „befreien“.

### Großer Bruder
Die literarische Figur des Großen Bruders ist für das Volk praktisch unsichtbar, in seinem Bild aber allgegenwärtig. Niemand bekam ihn je zu Gesicht, und er scheint nur die fiktive Personifizierung einer Kollektivherrschaft zu sein. Ob es ihn wirklich gibt, ist eine der Fragen, die Winston quälen. Von O’Brien erhält er auf diese Frage nur eine mehrdeutige Antwort im Sinne der Partei: Es gebe den Großen Bruder, und er werde ewig leben, weil die Partei dies so wolle. Der Große Bruder ist eine Fiktion, eine Massensuggestion, die weder ganz wahr noch ganz falsch ist. Man kann weder wissen, dass es ihn gibt, noch, dass es ihn nicht gibt. Also existiert er in den Köpfen, eben weil er existieren könnte.

### Emmanuel Goldstein
Emmanuel Goldstein besitzt wie der Große Bruder ein zeitloses Wesen. Er ist ein ehemaliges Mitglied der Parteiführung, ist aber nun als „Staatsfeind Nummer eins“ verhasst. Er prangert den Verrat an den sozialistischen Ideen der Revolutionszeit an und will eine Konterrevolution mittels der Bruderschaft und der wechselnden Feinde Ozeaniens durchführen. Goldstein und die Bruderschaft sind möglicherweise eine von der Partei geschaffene Illusion, ein Köder, der Abweichler anziehen soll, damit es für die Gedankenpolizei leichter wird, potenzielle Gedankenverbrecher zu fassen. Er ist auch als einziger Oppositioneller nicht zur „Unperson“ erklärt worden, da seine Funktion als Feindbild für das System unentbehrlich ist. In diesem Sinne ist er genauso unsterblich wie der Große Bruder. Im Roman bleibt offen, ob Goldstein tatsächlich existiert.
In dem Buch Die Theorie und Praxis des oligarchischen Kollektivismus, oft auch einfach nur Das Buch, soll Goldstein die Anatomie des Systems erklärt haben. Dieses Buch wurde in Wirklichkeit von Parteifunktionären, unter anderem O’Brien, verfasst. Dieser gibt zu, dass in dem Buch die Wahrheit über die Untaten der Partei stehe, das könne jedoch nicht geändert werden.
Vorbild für diese Figur ist der in der Sowjetunion unter Stalin zur Hassfigur und zum Verräter erklärte Leo Trotzki.

## Orwells Inspiration

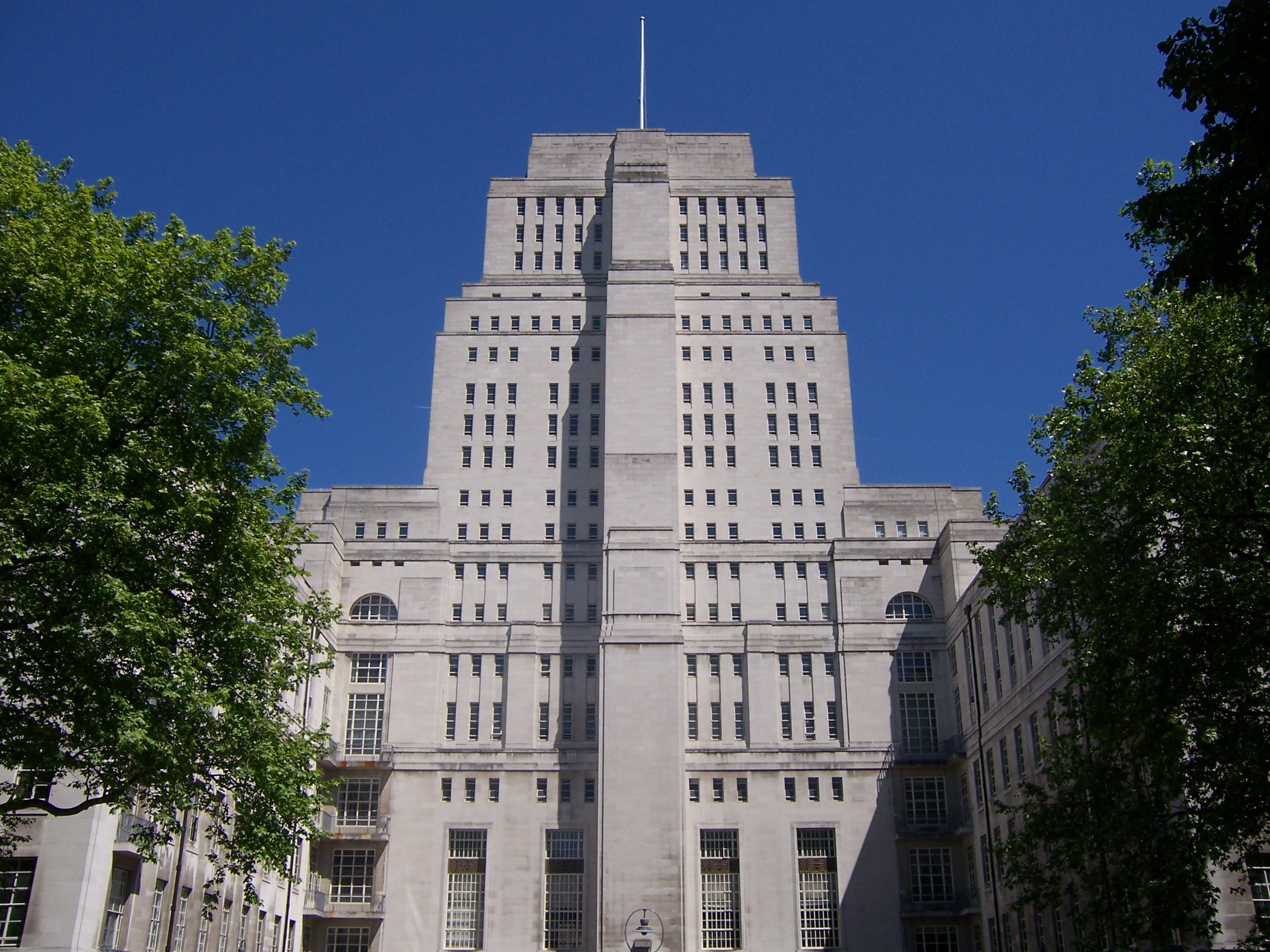
Das Senate House, der ehemalige Sitz des Ministerium für Information, entspricht der Beschreibung nach den vier Ministerien im Roman, wobei das Ministerium für Liebe im Buch keine Fenster hat

Orwell erklärt in seinem Essay Why I Write, dass er seit dem Spanischen Bürgerkrieg in seinen Arbeiten immer wieder vor Totalitarismus warnt. Der Aufbau der Regierung von Ozeanien ist eine Parodie auf eine berühmte Rede von Roosevelt über die Four Freedoms. Wie Orwell später einmal Malcolm Muggeridge erzählte, entstammte viel von Winstons Arbeitsalltag Orwells eigenen Erfahrungen, die er bei der BBC sammelte. Die BBC war damals noch dem Ministerium für Information unterstellt, dessen ehemaliger Sitz den im Roman beschriebenen Ministerien ähnlich sieht.
Orwell hatte sich 1937 in Valencia eine Woche lang täglich in einem Café mit Leopold Kohr getroffen, als beide Berichterstatter für internationale Zeitungen über den Spanischen Bürgerkrieg waren. Sie diskutierten dort über die Tendenz allgegenwärtiger Überwachung in zentralisierten Gesellschaften.

## Methoden der Machtausübung

### Kontrolle der Vergangenheit
Ein elementares Konzept der Partei zur Kontrolle der Gedanken ist die Kontrolle der Vergangenheit. Deshalb wird im Ministerium für Wahrheit ein gigantischer Aufwand betrieben, alle existierenden Dokumente der gegenwärtigen Parteilinie anzupassen. Von der Partei oder dem Großen Bruder geäußerte Voraussagen z. B. zur Güterproduktion oder dem Kriegsverlauf werden an die tatsächlich eingetretenen Fakten angepasst, damit „die Partei immer recht hat“. Niemand soll in der Lage sein, mittels historischer Dokumente Aussagen der Partei zu widerlegen. Auch Berichte, die sich auf positive Art und Weise über Personen äußern, die inzwischen durch „Verschwindenlassen“ oder „Vaporisieren“ („Verdampfen“) zu Unpersonen geworden sind, werden umgeschrieben. Außerdem wird durch die fortlaufende Änderung von Berichten über die Kriegslage der Bevölkerung stets der Eindruck vermittelt, dass der Staat schon immer mit dem jeweiligen Gegner verfeindet war, so dass der häufige Wechsel der Kriegsgegner aus dem Bewusstsein schwindet. Um dies zu ermöglichen, wird die Parteizeitung, die Times, regelmäßig bis in alle historischen Ausgaben laufend angepasst und alte Ausgaben unter Beibehaltung des Datums neu gedruckt. Die nicht mehr in die Parteilinie passenden alten Exemplare werden aus den Archiven genommen und vernichtet. Das dahinterliegende Rational der Partei lautet: „Wer die Vergangenheit kontrolliert, kontrolliert die Zukunft. Wer die Gegenwart kontrolliert, kontrolliert die Vergangenheit.“
Auch dafür gibt es ein berühmtes historisches Vorbild, das Orwell möglicherweise kannte, eine Fotografie von Lenin. In der Originalversion stehen Trotzki und Kamenjew neben ihm. In der zweiten Version ist Trotzki wegretuschiert, aber Kamenjew steht noch da. In der dritten Version ist auch Kamenjew verschwunden.

### Krieg ist Frieden
In Orwells Welt führen die drei Supermächte nur noch begrenzte Kriege an der Peripherie. Es genügt ihnen, um die Bevölkerung dazu zu bewegen, sich mit Armut und Mangel infolge des Kriegszustandes zufriedenzugeben. Da dies im Interesse aller drei Regierungen liegt, verhindert es den großen Krieg zwischen ihnen. Dass sie ständig ihre Bündnispartner wechseln, ändert daran nichts (vgl. Mächtegleichgewicht). Die Situation sichert die Herrschaft aller drei Supermächte, denn sie sind unwillig und/oder unfähig, die Bevölkerung angemessen zu versorgen. Um zu unterstreichen, dass die Bevölkerung sich mit dem Zustand zufriedengeben kann (und muss), verbreitet die Partei den Slogan „Krieg ist Frieden“, wobei Frieden der stets erwünschte und zu erreichende Zustand ist, der regelmäßig in der Propaganda der Partei in greifbare Nähe rückt.
Allerdings vermuten im Zuge des Romans sogar Julia und später Winston, dass möglicherweise die Regierung von Ozeanien selbst Bomben abwirft, um die Gegenwärtigkeit des Kriegs aufrechtzuerhalten. Die Vermutung wird genährt von der Tatsache, dass diese Bombenangriffe niemals auf Wohngebiete der Parteimitglieder gerichtet sind, sondern immer auf Gebiete der Proles niedergehen.

### Zwiedenken
Zwiedenken (in neueren deutschen Ausgaben: Doppeldenk, engl. doublethink) ist eine zentrale These des Buches. Wenn die Partei sagt, dass 2 + 2 = 5 ist, dann ist es so. Es genügt auch nicht, es nur zu sagen und dabei zu lügen, man muss es wirklich glauben. Da die Partei die Gedanken kontrolliert, glauben die Menschen, dass 2 + 2 = 5 ist, wenn die Partei dies sagt, und wenn die Menschen es glauben, dann ist es so. Andererseits wird von O’Brien gegenüber Winston eingeräumt, dass es z. B. für wissenschaftliche Zwecke mitunter schon erforderlich sei, zu wissen, dass 2 + 2 = 4 ist. Hier setzt dann das eigentliche Zwiedenken ein, da vom linientreuen Parteimitglied verlangt wird, zwischen „zwei Wahrheiten hin- und herzuschalten“ (in einem Moment 2 + 2 = 5, im nächsten 2 + 2 = 4), ohne sich dessen bewusst zu sein. Eine objektive Wahrheit außerhalb der Partei gibt es nicht. Unter der Folter sieht Winston tatsächlich einmal die verlangten fünf Finger, obwohl ihm O’Brien nur vier zeigt. O’Brien: „Die Wirklichkeit spielt sich im Kopf ab. … Es gibt nichts, was wir nicht machen könnten. … Sie müssen sich von diesen dem neunzehnten Jahrhundert angehörenden Vorstellungen hinsichtlich der Naturgesetze freimachen. Die Naturgesetze machen wir.“

### Hasswoche
Die Hasswoche ist eine Propagandaveranstaltung, die dem Hass auf politische und militärische Gegner gewidmet ist. Wie austauschbar diese Gegner für das System sind, zeigt eine Episode, in welcher der Hassredner mitten in seiner Rede einen Zettel zugeschoben bekommt, auf dem steht, dass der Gegner gewechselt hat. Ohne zu stocken oder sich einmal zu versprechen, setzt er seine Rede fort; Hassobjekt ist jetzt der neue Gegner. Die kleine Schwester der Hasswoche ist der tägliche Zwei-Minuten-Hass, an dem jeder teilnehmen muss.
Gegen seinen Willen kann sich auch Winston der dort erzeugten Hassgefühle nicht erwehren, sie nur zum Teil gegen die Partei, anstatt wie eigentlich gewollt, gegen das von der Partei vorgegebene (Ersatz-)Objekt wenden. Innerhalb der kollektiven Situation, die massenpsychologische Auswirkungen hat (Winston wird von dem Hass angesteckt), reagieren die Teilnehmenden ihre aufgestauten negativen Emotionen geleitet von der Partei in ihr genehme Bahnen ab. Zugleich rufen die von der Partei produzierten Inhalte Ängste hervor, vor denen die Menschen, wie versichert wird, nur der Große Bruder beschützen kann.

### Unperson

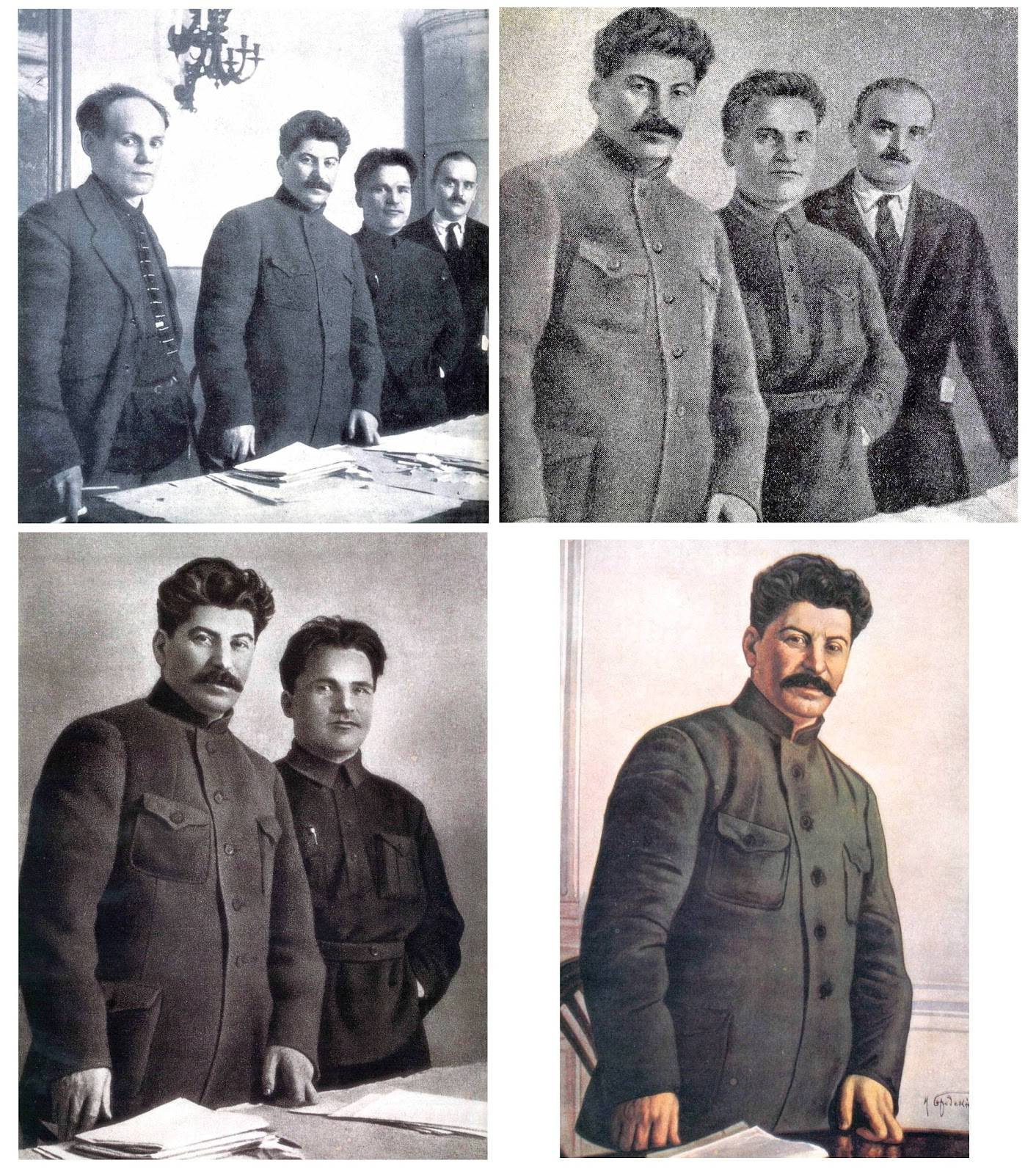
Historische Vorlage: Um Stalin (2. v. l.) verschwinden Antipow (2. Foto), Schwernik (3. Foto) und schließlich Kirow (4. Foto).

Politische Gegner werden liquidiert („verflüssigt“) – vaporisiert („verdampft“) auf Neusprech, bzw. vor einem Massenpublikum öffentlich erhängt. Damit allein ist die Partei aber nicht zufrieden: Jede Erinnerung an die Ermordeten muss ausgelöscht werden; sie werden zur Unperson – es gibt sie nicht, es hat sie nie gegeben. Dies wird am Beispiel eines Arbeitskollegen von Winston namens Syme verdeutlicht, der begeistert an der Entwicklung von Neusprech mitarbeitete, jedoch eines Tages „verschwand“ und „nie existiert“ hatte. Eine ganze Abteilung in Winstons Ministerium ist unablässig damit beschäftigt, Dokumente, in denen Unpersonen erwähnt werden, zu vernichten und neu zu verfassen. Das Vorbild hierfür ist offensichtlich die Sowjetunion unter Stalin. Dort wurde die Geschichte der Revolution ständig neu geschrieben. Sogar Fotos wurden dafür retuschiert bzw. manipuliert.

### Neusprech
Der Ausdruck Neusprech (englisch: Newspeak, in älteren Versionen als Neusprache übersetzt) bezeichnet eine Sprache, die aus politischen Gründen künstlich modifiziert wurde. Neusprech ist die eingeführte Amtssprache in Ozeanien: Die zehnte, und gegen Ende des Buches auch die elfte Auflage des den Neusprech festlegenden Wörterbuchs werden zur Zeit der Handlung erstellt. Neusprech ist in drei Teile gegliedert. Teil A umfasst die Alltagssprache, die von jeder politischen und ideologischen Bedeutung frei sein sollte. Teil B stellt das unabdingbare Minimum des ideologischen und politischen Wortschatzes dar. Teil C ist mit Abstand der umfangreichste und beinhaltet die technischen und wissenschaftlichen Fachausdrücke.
Neusprech soll nach und nach die Alltagssprache („Altsprech“) verdrängen und dient dazu, den Wortschatz zu reduzieren, um so differenziertes bzw. nuanciertes Denken zu erschweren. Das zeigt der Satz „Altdenker unbauchfühl Engsoz“ (Oldthinkers unbellyfeel Ingsoc) im Kommentar der Parteizeitung in Neusprech. Eine annähernde Übersetzung in Altsprech könnte lauten: „Derjenige, dessen Weltanschauung sich vor der Revolution geformt hat, kann die Prinzipien des Englischen Sozialismus niemals in seiner letzten Tiefe erfühlen und verstehen“.
Gab es in Altsprech für jedes Adjektiv noch ein entsprechendes Gegenteil, so wird in Neusprech jedes Gegenteil durch ein vorangestelltes un- gebildet. So lautet zum Beispiel das Gegenteil von gut ungut und von warm unwarm. Steigerungsformen werden durch ein vorangestelltes plus (Komparativ) beziehungsweise doppelplus (Superlativ) gekennzeichnet: So werden beispielsweise besser und am besten durch plusgut bzw. doppelplusgut ersetzt. Außerdem werden fast alle Unregelmäßigkeiten an die Regeln angeglichen. Längere Bezeichnungen wie Ministerium für Wahrheit werden einfach zu Miniwahr verkürzt. Dahinter verblasst auch die ursprüngliche Bedeutung der Worte.
Ein weiteres Mittel sind Euphemismen (Beschönigungen), Neologismen und Umdeutungen. Die Haft- und Folterlager des Systems heißen Lustlager. Das dahinterstehende Ministerium ist das Ministerium für Liebe. Die politischen Gefangenen sind Gedankenverbrecher. In Parolen der Partei, wie zum Beispiel Krieg ist Frieden, Freiheit ist Sklaverei und Unwissenheit ist Stärke, werden den Wörtern einfach neue Bedeutungen zugewiesen, damit sie nicht gegen die Partei verwendet werden können. Auch haben Wörter je nach Bezug(sperson) andere Bedeutungen, so kann „schwarzweiß“, ob benutzt für Parteimitglieder oder -feinde, besondere Parteitreue oder aber Landesverrat bedeuten. Damit unterbindet die Partei von Anfang an, dass ein alternatives System gedacht werden kann. So könne man zwar in Neusprech durchaus sagen: „Der Große Bruder ist ungut“, differenzieren oder begründen aber lasse sich diese Aussage nicht, denn dafür fehle das notwendige Vokabular. Für ein orthodoxes Parteimitglied beinhalte ein solches Verbrechendenk oder Deldenk daher eine völlig unhaltbare, absurde Feststellung und bleibe nur ein grober Fluch und für die Partei ungefährlich.
Ein gutes Beispiel dafür liefert Orwell im Anhang des Romans (je nach Ausgabe), wo er die Prinzipien von Neusprech erklärt:

„Die Worte ‚Kommunistische Internationale‘, zum Beispiel, erinnern an ein Bild von weltweiter Brüderlichkeit, roten Flaggen, Barrikaden, Karl Marx und der Pariser Kommune. Das Wort ‚Komintern‘, andererseits, suggeriert eher einen straff organisierten Körper mit einer wohldefinierten Doktrin. Es verweist auf etwas, das so simpel erkannt wird […] wie ein Stuhl oder ein Tisch. ‚Komintern‘ ist ein Wort, das ohne Aufhebens geäußert werden kann, aber ‚Kommunistische Internationale‘ ist eine Phrase, über die jeder wenigstens eine kurze Zeit lang zögert. Gleichermaßen sind die Assoziationen, die von einem Wort wie ‚Minitrue‘ geweckt werden, seltener und besser kontrollierbar als jene, die von ‚Ministry of Truth‘ erzeugt werden.“

Wegen der umfangreichen Arbeiten, alle Bücher von Altsprech in Neusprech zu übersetzen, wird der Zeitpunkt der endgültigen Einführung von Neusprech auf 2050 festgesetzt.

### (Gedanken-)Verbrechen
Im Jahre 1984 werden kritische Gedanken, sogenannte Gedankenverbrechen, die die Doktrin des fiktiven Staates Ozeanien in Frage stellen, als Staatsverbrechen behandelt. Das erklärte Ziel der herrschenden totalitären Partei ist, durch die Einführung einer neuen Sprache (Neusprech genannt), durch ständige Verfälschung der Geschichte und durch totale Kontrolle und Bedrohung den Bürgern die Möglichkeiten zu entziehen, Gedankenverbrechen zu begehen. Beispielsweise liegt Ozeanien abwechselnd mit Eurasien oder aber mit Ostasien im Krieg, während es mit dem jeweils anderen in Frieden lebt. Wenn Ozeanien mit einem Staat Krieg führt, dann führte es schon immer mit diesem Staat Krieg und wird auch in Zukunft immer mit diesem Staat Krieg führen, während man mit dem anderen Staat immer in Frieden lebte und auch in Zukunft immer in Frieden leben wird. Wer das nicht anerkennt, begeht ein Gedankenverbrechen. Es gilt auch als Verbrechen, nicht den je nach Anlass geforderten freudigen, ernsten oder auch hasserfüllten Gesichtsausdruck zu tragen.

## Ozeanien

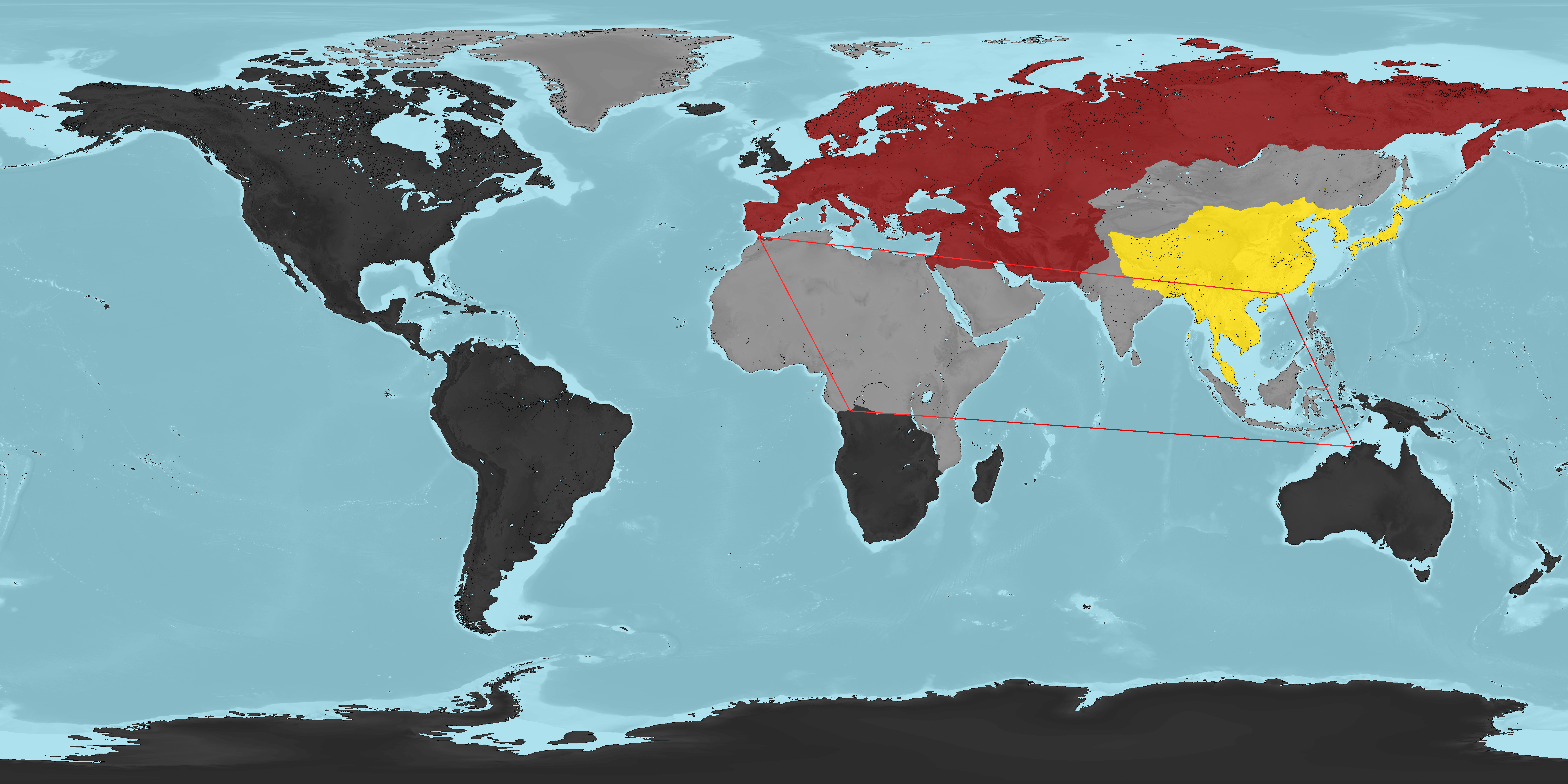
Die Welt von „1984“

### Die drei Supermächte
Ozeanien ist eine der drei verbleibenden Supermächte der Welt, neben Eurasien und Ostasien. Ozeanien besteht aus den früheren Staaten Amerikas, den Inseln des Atlantiks, einschließlich der Britischen Inseln, Australasien und dem südlichen Teil von Afrika, Eurasien in etwa aus Kontinentaleuropa, der Türkei und der früheren Sowjetunion, sich ausdehnend von der Iberischen Halbinsel bis zur Beringstraße. Ostasien besteht aus China, den südlich davon gelegenen Staaten, Korea, der Mongolei und Japan. Ozeanien befindet sich stets mit mindestens einer der beiden anderen Mächte im Krieg; es geht dabei jedoch ausschließlich um die Ablenkung der Bevölkerung und niemals wirklich um das umkämpfte Territorium oder die Vernichtung der Feinde. Letzteres erscheint durch das absolute Kräftegleichgewicht ohnehin unmöglich. Eurasien ist durch seine riesigen Landflächen geschützt, Ozeanien durch die Ausdehnung des Atlantischen und des Pazifischen Ozeans, Ostasien durch die Gebärfreudigkeit und den Fleiß seiner Bewohner.

### Entwicklung
Der Roman selbst erklärt wenig über die Geschichte von Ozeanien. Allerdings erhält Winston im zweiten Teil des Romans von O’Brien eine Kopie von Goldsteins parteikritischem Buch. Auch wenn sich später herausstellt, dass dieses Buch tatsächlich von der Partei selbst verfasst wurde, erklärt es schlüssig das Konzept der Partei und die Geschichte des Engsoz (englischer Sozialismus, im englischen Original Ingsoc, abgeleitet aus English Socialism). Demnach soll es kurz nach dem Sieg der Alliierten im Zweiten Weltkrieg im Vereinigten Königreich zu einer sozialistischen Revolution gekommen sein.
Währenddessen startete die Sowjetunion eine massive Invasion in Europa und übernahm den gesamten Kontinent mit Ausnahme des Vereinigten Königreiches. Ein dritter – diesmal atomarer – Weltkrieg brach zwischen Ozeanien (geführt von den ehemaligen USA), Eurasien (geführt von der ehemaligen Sowjetunion) und Ostasien (geführt vermutlich vom ehemaligen China) aus, Atombomben wurden über Europa, Westrussland und Nordamerika abgeworfen. Im späteren Krieg wurde auf den Einsatz von Nuklearwaffen verzichtet, da die Supermächte fürchteten, dass durch weitere Atombomben die gesellschaftliche Ordnung und damit ihre Macht zusammenbrechen würde.
Im Roman erinnert sich Winston an einen Zeitpunkt, als eine Atombombe über Colchester abgeworfen wurde und eine Massenpanik ausgelöst hatte. Die drei Großmächte erkannten schließlich, dass die Vernichtung des Gegners nicht ohne die eigene Vernichtung möglich sei. Statt aber den Krieg zu beenden, beschlossen sie zunächst, um die Vormachtstellung in Afrika zu kämpfen, um anschließend, durch Ausbeutung der Rohstoffe und Menschen Afrikas, auch ihre Gegner besiegen zu können. Obwohl allen drei Seiten bewusst ist, dass dieser Plan niemals aufgehen kann, da, sobald eine Macht so etwas wie eine Vorherrschaft zu erringen droht, sich die anderen zwei Seiten gegen sie verbünden würden, halten sich alle Seiten an dieses Abkommen. Denn inzwischen haben sie erkannt, dass der ständige Krieg es ihnen erlaubt, die Bevölkerung in einem Zustand der ständigen Angst und Arbeitshetze zu halten, ohne je den Lebensstandard in ihren Ländern heben zu müssen, da die schwer erarbeiteten Güter immer wieder an der Front vernichtet werden könnten. Die Partei glaubt, dass eine Bevölkerung, die ständig damit beschäftigt ist, sich um die notwendigsten Dinge zum Leben zu sorgen, keine Zeit für kritische Gedanken habe und damit leicht zu kontrollieren und zu manipulieren sei. So kann sich die innere Partei dauerhaft an der Spitze der Gesellschaft halten, da nicht mit Revolutionen zu rechnen ist.
Die drei Großmächte kämpfen selten auf ihrem Territorium, nur die einschlagenden Raketenbomben (die vielleicht aber auch nur von der Partei selbst gezündet werden) terrorisieren die Bevölkerung.
In den späten Fünfzigern wurde die Revolution dann vom Großen Bruder verraten, der mit seiner Theorie vom „englischen Sozialismus“ einen Terrorstaat schuf, bis er 1970 alle Funktionäre neben sich in großen Säuberungswellen verschwinden ließ und einen gigantischen Personenkult um seine Person aufbaute. Dabei wurde nicht einmal seine eigene Existenz gesichert, da ihn kaum jemand je zu Gesicht bekommen hat. Im Jahre 1984 ist „Luftstützpunkt Nummer Eins“ (Airstrip One, das frühere Großbritannien, in neueren Ausgaben auch mit „Landefeld Eins“ übersetzt) zur drittreichsten Region in Ozeanien geworden, was aber nicht viel bedeutet.

### Gesellschaft

Die Gesellschaftspyramide in Ozeanien: Big Brother, Partei und Arbeiterklasse (Proles)

Die oligarchische Gesellschaft von Ozeanien ist wie eine Pyramide aufgebaut und an die Verhältnisse in der Sowjetunion angelehnt in drei hierarchische Gruppen unterteilt: Innere Partei, äußere Partei und Arbeiter (Proles)
- Die Mitglieder der Inneren Partei machen mit 6 Millionen etwas weniger als zwei Prozent der Bevölkerung Ozeaniens aus. Sie stellen die Oberschicht dar und haben alle führenden Positionen inne. Sie genießen viele Privilegien und sind auf jeden Fall nicht den strengen Rationierungen unterworfen, die für den Rest der Gesellschaft gelten. Die Teleschirme in ihren Arbeitsräumen (evtl. auch Wohnräumen) können sie selber abschalten. Der Funktionär O’Brien konsumiert zu Hause Wein; ein Luxusgut, über das andere Menschen nicht verfügen. Julia stiehlt bei Gelegenheit auch Kaffee, Tee und Zucker – alles Dinge, die in der Regel nur Mitglieder der Inneren Partei konsumieren. Natürlich sind auch diese nicht dagegen gefeit, von heute auf morgen in Ungnade zu fallen und zur Unperson zu werden. Alle Mitglieder der Inneren Partei sind Brillenträger.[14]
- Die Mitglieder der Äußeren Partei stellen die Mittelschicht dar und machen etwa 13 % der Bevölkerung aus. Sie üben exekutive Aufgaben im Dienst der Partei aus und dienen lediglich deren Aufrechterhaltung. Manche von ihnen sind in intellektuellen Bereichen beschäftigt (etwa der Geschichtsfälschung oder der Arbeit an der neuen Ausgabe des Newspeak Dictionary) und geraten so in eine Position, in der sie der Partei gefährlich werden können. Viele von ihnen verschwinden früher oder später spurlos (Ausdruck im Roman: „vaporisiert“ („verdampft“)), wie zum Beispiel Syme, ein Bekannter von Winston, der am Neusprech-Wörterbuch arbeitet. Besonders ehrgeizigen Mitgliedern der Äußeren Partei kann der Aufstieg in die innere Partei gestattet werden, jedoch ist auch dies nur eine Variante, um sie unschädlich zu machen.
- Die Proles, die Arbeiter, machen zwar 85 % der Bevölkerung aus, werden aber durch Armut und Medien bewusst dumm und passiv gehalten und stellen selbst beim offensichtlichen Charakter der Diktatur der Partei kein Risiko für deren Position dar. Sie haben den niedrigsten Lebensstandard innerhalb der Gesellschaft. Dies wird erreicht, indem gewaltige wirtschaftliche Mittel nicht den Armen zugutekommen, sondern in einem permanenten Krieg vernichtet werden (z. B. Bau von „Schwimmenden Festungen“, engl. Floating Fortresses). Auch dient dieser Krieg als Begründung dafür, dass sich das Land ständig in einer Notlage befindet und sich gar keinen „Luxus“ wie Demokratie, Freiheit oder Armutsbekämpfung leisten kann. Dazu produziert der Staat ständig billige Schnulzenlieder, Groschenromane, Pornofilme und andere Dinge, die ausschließlich von den Proles konsumiert werden dürfen. Ebenfalls organisiert der Staat eine Lotterie, bei der die Großgewinner fiktiv sind – aber doch sind die Proles, mangels anderer Beschäftigung, von diesen einfältigen Tätigkeiten hingerissen. Sie haben keine Zeit oder keine Ambition, den Staat zu kritisieren, aber dennoch ist diese Kaste die einzige, die aufgrund ihrer Anzahl in der Lage wäre, einen Umsturz herbeizuführen. Wenn es nach dem Scheitern des Protagonisten noch Hoffnung auf Veränderung gibt, so geht diese von den Proles aus. Während Mitglieder der Inneren und Äußeren Partei einander mehr oder weniger akzeptieren, sehen sie in den Proles nichts anderes als Tiere. Faktisch kann niemand aus der Schicht der Proles aufsteigen, mögliche Unruhestifter werden von der Gedankenpolizei vorgemerkt und liquidiert.

Das Buch des Oppositionellen Emmanuel Goldstein beschreibt die Entstehung dieser drei Klassen so, dass die sozialistischen Revolutionäre, die aus der früheren Mittelschicht stammen und aus denen sich die Funktionäre der Partei rekrutieren, die ursprüngliche Idee des Marxismus, die die Befreiung der Arbeiterklasse vorsah, soweit pervertiert haben, dass sie ihnen ihren Machterhalt ermöglicht. Trotzdem geht es nach der offiziellen Darstellung der Partei allen Bürgern – auch den Proles – besser als vor der Revolution, obwohl sie in heruntergekommenen einförmigen Mietskasernen leben und nur das Lebensnotwendige an Kleidung und Nahrungsmitteln besitzen. Das Bild der Gesellschaft vor der Revolution, das in den Geschichtsbüchern vermittelt wird, beschreibt die Unterdrückung durch ausbeuterische Kapitalisten, Geistliche und Aristokraten, Armut, Obdachlosigkeit, Kinderarbeit und das ius primae noctis. Dies ist ein Zerrbild der englischen Klassengesellschaft vor dem Zweiten Weltkrieg, aber auch eine Anlehnung an das in sozialistischen Staaten tatsächlich vermittelte Geschichtsbild, das zur Ablenkung von gegenwärtigen Problemen und zur Bestätigung der Parteiparole von der „Befreiung der Menschheit“ dienen sollte.

### Überwachung
Orwell beschreibt in 1984 eine totale Überwachung, hauptsächlich mit Hilfe von Teleschirmen (telescreens) ausgeübt, der sich kein Mitglied der Äußeren Partei entziehen kann (bei der Inneren Partei ist es nicht klar – O’Brien kann sich anscheinend für kurze Zeit entziehen, da er den Teleschirm abschalten kann). Der Teleschirm ist sowohl Sende- als auch Empfangsgerät, das in jedem Haus der inneren und äußeren Partei, an öffentlichen Plätzen und bei der Arbeit die Bürger Ozeaniens überwacht. Niemand weiß, ob man gerade beobachtet wird oder nicht, und man kann nur darüber spekulieren, wie oft oder nach welchem System sich die Gedankenpolizei in die Privatsphäre einschaltet. Darum ist es sogar denkbar, dass sie ständig alle (Parteimitglieder) beobachtet. Siehe auch Panopticon, das Konzept totaler Überwachung.
Ein weiteres Mittel zur Überwachung sind Mikrofone, die überwiegend in ländlichen Gegenden eingesetzt werden. Diese sind besonders deswegen gefürchtet, weil sie, im Gegensatz zu den Teleschirmen, versteckt sind und man so noch weniger weiß, ob man überwacht wird oder nicht.
Auch patrouillieren in unregelmäßigen Abständen Hubschrauber der Gedankenpolizei durch die Wohngegenden und spähen direkt in die Fenster, was aber weniger der tatsächlichen Überwachung dient, sondern eher ein Gefühl der Ohnmacht und ständigen Beobachtung hervorrufen soll.
Im Gegensatz zu dieser offenen Überwachung gibt es noch die Bespitzelung der Menschen untereinander. Besonders Kinder werden schon in der Jugendorganisation der Spitzel/Späher (spies) dazu erzogen und animiert, ihre Eltern auszuspionieren und zu verraten. Manche Eltern sind sogar stolz darauf, wenn ihre Kinder andere oder sogar die eigenen Eltern verraten, so zum Beispiel im Falle Parsons, Winstons Nachbarn, eines angepassten, im Sinne des Systems funktionierenden Mitglieds der Äußeren Partei. Parsons wird von seiner siebenjährigen Tochter denunziert, als er sich im Schlaf negativ über den Großen Bruder äußert. Außerdem werden alle Parteimitglieder in Vereinen organisiert und sind dazu aufgerufen, möglichst viel Zeit in Gemeinschaftshäusern zu verbringen, damit jeder jeden im Blick hat.
Die Proles werden nur vereinzelt überwacht, da sie nicht als Menschen und ihre Ansichten als bedeutungslos angesehen werden.

### Ministerien
Der Aufbau der Regierung in 1984 ist eine Parodie auf eine bekannte Rede des US-Präsidenten Roosevelt vor dem Kongress 1941 über die „vier Freiheiten“ („freedom of speech and religion, from want and fear“): die Redefreiheit, die Religionsfreiheit, die Freiheit von Mangelzuständen und von Furcht. George Orwell verwendete diese Rede zusammen mit seinen Erfahrungen bei der British Broadcasting Corporation (BBC) dazu, um die vier Ministerien von Ozeanien zu erschaffen:
- Ministerium für Frieden (Minipax): Dieses Ministerium befasst sich damit, den immerwährenden Krieg in Gang zu halten. Eventuell ist es auch für die Angriffe auf eigene Städte verantwortlich, um die Kriegsstimmung aufrechtzuerhalten.
- Ministerium für Überfluss/Überfülle (Miniflu(ss)/Minifülle): Dieses Ministerium ist für Wirtschaft und die Ausarbeitung der Drei-Jahres-Pläne zuständig, die laut offiziellen Meldungen ständig erreicht bzw. übertroffen werden, während die tatsächliche Produktion wahrscheinlich absichtlich gering gehalten wird. So werden angeblich 145 Millionen Stiefel pro Jahr produziert, während „die Hälfte der Bevölkerung Ozeaniens barfuß“ geht. Das Ministerium sorgt also auch dafür, dass nie genug Konsumgüter vorhanden sind beziehungsweise die Qualität extrem schlecht bleibt (man vergleiche Winstons Bemerkungen über die schlechte und sogar abnehmende Qualität von Schokolade, Victory-Zigaretten und Victory-Gin).
- Ministerium für Liebe (Minilieb): Dieses mysteriöse und gefürchtete Ministerium unterhält die Gedankenpolizei, die Abweichler aufspürt und dorthin bringt. Dort werden sie solange gefoltert, bis sie „umgedreht“, also wieder voll und ganz auf Parteilinie sind. Einige werden danach freigelassen, um noch einige Zeit in Ozeanien zu leben, bevor sie erschossen werden. Andere werden sofort erschossen.
- Ministerium für Wahrheit (Miniwahr): Dieses Ministerium befasst sich mit der Vergangenheit beziehungsweise mit deren ständiger Manipulation. Sämtliche Bücher, Filme, Schriften, Zeitungen, Tonaufnahmen etc. aus vergangener Zeit werden hier ständig revidiert und an die aktuelle Linie der Partei angepasst, sodass laut allen Aufzeichnungen, die existieren, die Partei immer recht hat und immer recht gehabt hat.

„Und wenn alle anderen die von der Partei verbreitete Lüge glaubten – wenn alle Aufzeichnungen gleich lauteten – dann ging die Lüge in die Geschichte ein und wurde Wahrheit.“ (Vgl. Teil 1 aus 1984.)

„Wer die Macht über die Geschichte hat, hat auch Macht über Gegenwart und Zukunft.“

### Interpretation
Orwell beschreibt einen dystopischen Staat, der aus reiner Machtgier Individuen und Individualität, z. B. bei Julia und dem Protagonisten Winston, zerstört. Winstons Krampfadergeschwür ist ein körperliches Symptom für die unter dem Regime leidende Psyche.
„Golden Country“ steht im Kontrast zu der entseelten Wirklichkeit und symbolisiert Winstons Sehnsucht nach einer besseren Vergangenheit sowie einer besseren Zukunft. Solange Winston diesen Traum behielt, war er nicht vollständig umerzogen. Erst als in Room 101 die letzte Folterung, der letzte Umerziehungsschritt vollzogen ist, erinnert er sich an kein „Golden Country“ mehr.
Der Briefbeschwerer dient Winston zunächst als Sinnbild einer Vergangenheit, in der es u. a. Schönheit gab. Dieser Gegenstand symbolisiert seine Missachtung der Gegenwart, womit er sich als Gedankenverbrecher schuldig macht. The paperweight was the room he was in, and the coral was Julia’s life and his own, fixed in a sort of eternity at the heart of the crystal. (S. 154). Doch der gläserne Briefbeschwerer weist auch auf die Zerbrechlichkeit ihrer gläsernen Welt hin; im Zuge der Gefangennahme wird diese auf brutale Weise zerstört und zeigt sich somit als eine Illusion.
Der Staub in London entstand im dort herrschenden permanenten Kriegszustand. Gleichzeitig kann es als Symbolik betrachtet werden: „Bis ins kleinste Staubkörnchen“ werden die Bürger durchdrungen. Bis zum Ende bleibt der Staub, als Winston nach seiner Umerziehung im Cafe Kastanienbaum die Gleichung „2+2=5“ mit Staub auf den Tisch schreibt.

## Urheberrechte
1984 ist in der Europäischen Union und dem Vereinigten Königreich seit dem 1. Januar 2021 gemeinfrei. In der Folge erschienen zu Beginn dieses Jahres gleich acht Neuübersetzungen ins Deutsche. In den USA wird das Werk erst nach 2044 den Status Public Domain erhalten, den es zum Beispiel in Kanada, Russland und Australien bereits hat.

## Rezeption

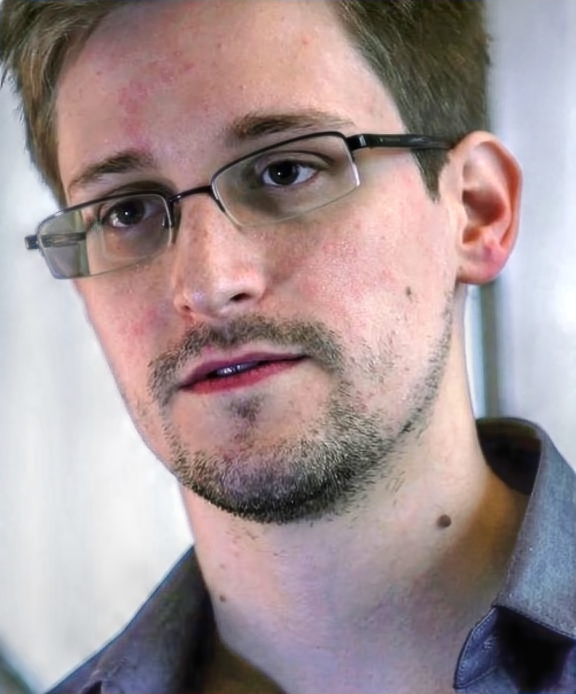
Die Enthüllungen von Edward Snowden führten 2013 zur höheren Platzierung von Orwells Roman in Verkaufsranglisten.

Orwells Roman wird regelmäßig zitiert, bzw. häufig nur der Titel 1984 oder auch nur der Name Orwell genannt, um kritisch auf Tendenzen hin zu einem Überwachungsstaat hinzuweisen. Ähnlich wird auch der Begriff des Großen Bruders eingesetzt, etwa bei den Big Brother Awards.
Seit etwa 2009 geschah dies zum Beispiel öfter mit Bezug auf das Forschungsprojekt INDECT der EU zur „präventiven Verbrechensbekämpfung“ mittels automatischer Auswertung von Überwachungskamerabildern des öffentlichen Raums. So bezeichnete der britische Daily Telegraph das Projekt 2009 als Orwellschen Plan. Der Freitag fragte mit Bezug auf das Projekt rhetorisch, ob Orwell wohl ein „naiver Optimist“ war.
1999 wurde das Werk in Frankreich auf Platz 22 der Liste der hundert besten Bücher des 20. Jahrhunderts gewählt.
Nach Bekanntwerden des PRISM-Überwachungsprogramms des US-Geheimdiensts NSA durch den Whistleblower Edward Snowden im Juni 2013 erlebte das Buch in den USA und Großbritannien ein Revival. Es stieg in der Liste der meistverkauften Bücher des Internet-Buchhändlers Amazon.com in den USA auf Rang 66 und in Großbritannien auf Platz 42. Durch die Aussage der Beraterin des US-Präsidenten Donald Trump, Kellyanne Conway bezüglich „alternative Fakten“, einer Phrase, die für Orwells „Doppeldenk“ charakteristisch sei, rangierte es 2017 in den USA sogar auf Platz 1.
Das Album Diamond Dogs von 1974, das David Bowie auch in den USA zum Durchbruch verhalf, war ursprünglich als Musical des Romans angelegt. Nachdem bereits vier Songs geschrieben waren, erfuhr Bowie, dass Orwells Witwe ihm nicht die Rechte einräumen würde, das Projekt als solches zu verwirklichen. Auf dem fertigen Album finden sich bereits in den Titeln 1984 und Big Brother direkte Referenzen auf das Buch. Auch bestimmte Textzeilen weisen auf die ständige Überwachung und die damit einhergehenden Konsequenzen hin, so in We are the dead.
Bezüge zur Gegenwart werden verschiedentlich ebenfalls in der Debatte um Politische Korrektheit gezogen, welche durch Sprachtabus und Euphemismen an Orwells „Neusprech“ und „Gutdenk“ erinnere.
Die Verkäufe des Buchs in Russland nahmen nach dem Russischen Überfall auf die Ukraine 2022 um 75 Prozent zu, während die Propaganda der Russischen Föderation den Angriffskrieg als „Befreiung“ darstellte und die Anordnung erging, in Schulen den Krieg als „Friedensmission“ zu erklären. Die umstrittene Sprecherin des Außenministeriums, Marija Wladimirowna Sacharowa, behauptete gar, Orwells Buch beschreibe nicht einen totalitären Staat, sondern den Niedergang des Liberalismus, während die übliche gegenteilige Erklärung eine der größten globalen Fake-Geschichten sei.

## Zensur

### Ostblock
1984 wurde gleich nach dessen Veröffentlichung 1949 in der Sowjetunion und deren Satellitenstaaten verboten. Auch die DDR wertete Orwells Werk als staatsfeindliche Hetzschrift und verhängte hohe Zuchthausstrafen für die Lektüre und den Verleih, weil er, gemäß einer Urteilsbegründung, den Sozialismus verteufele und verunglimpfe und die Sowjetunion sowie die Führungsrolle der marxistisch-leninistischen Parteidiktatur diffamiere.

### USA
In den 1960ern entfernten Schulbibliotheken in Jackson County (Florida) das Buch aus ihren Beständen, da es „pro-kommunistisch“ sei.
Im Mai 2023 wurden durch den Senate File 496 (SF 496) alle Schulbibliotheken im Bundesstaat Iowa dazu verpflichtet, alle Werke von George Orwell aus ihren Beständen zu entfernen.

### China
Das Buch wurde 1979 erstmals auf Chinesisch übersetzt und veröffentlicht. Bis 1985 hatte die gewöhnliche Bevölkerung keinen Zugriff darauf.
Seit dem Frühjahr 2018 werden die Suchbegriffe „1984“ und „Animal Farm“ von der Suchleiste des chinesischen sozialen Netzwerks Sina Weibo nicht angenommen.

### Belarus
Der in Prag lebende Journalist Siarhei Šupa übersetzte 1984 ins Belarussische. Der Verleger Andrej Januschkiewitsch legte diese Übersetzung 2020 neu auf. Sie war einige Monate lang ein Bestseller – wohl, weil er von vielen als dichte Beschreibung der belarussischen Wirklichkeit gelesen wurde. Um den 19. Mai 2022, elf Wochen nach dem Beginn des russischen Überfalls auf die Ukraine, wurde der Roman verboten und der Verleger verhaftet.

## Sonstiges
Im Herbst 2023 erschien der Roman Julia der Autorin Sandra Newman. Er erzählt die Geschichte von 1984 aus der Sichtweise der Julia.

## Adaptionen

### Verfilmungen

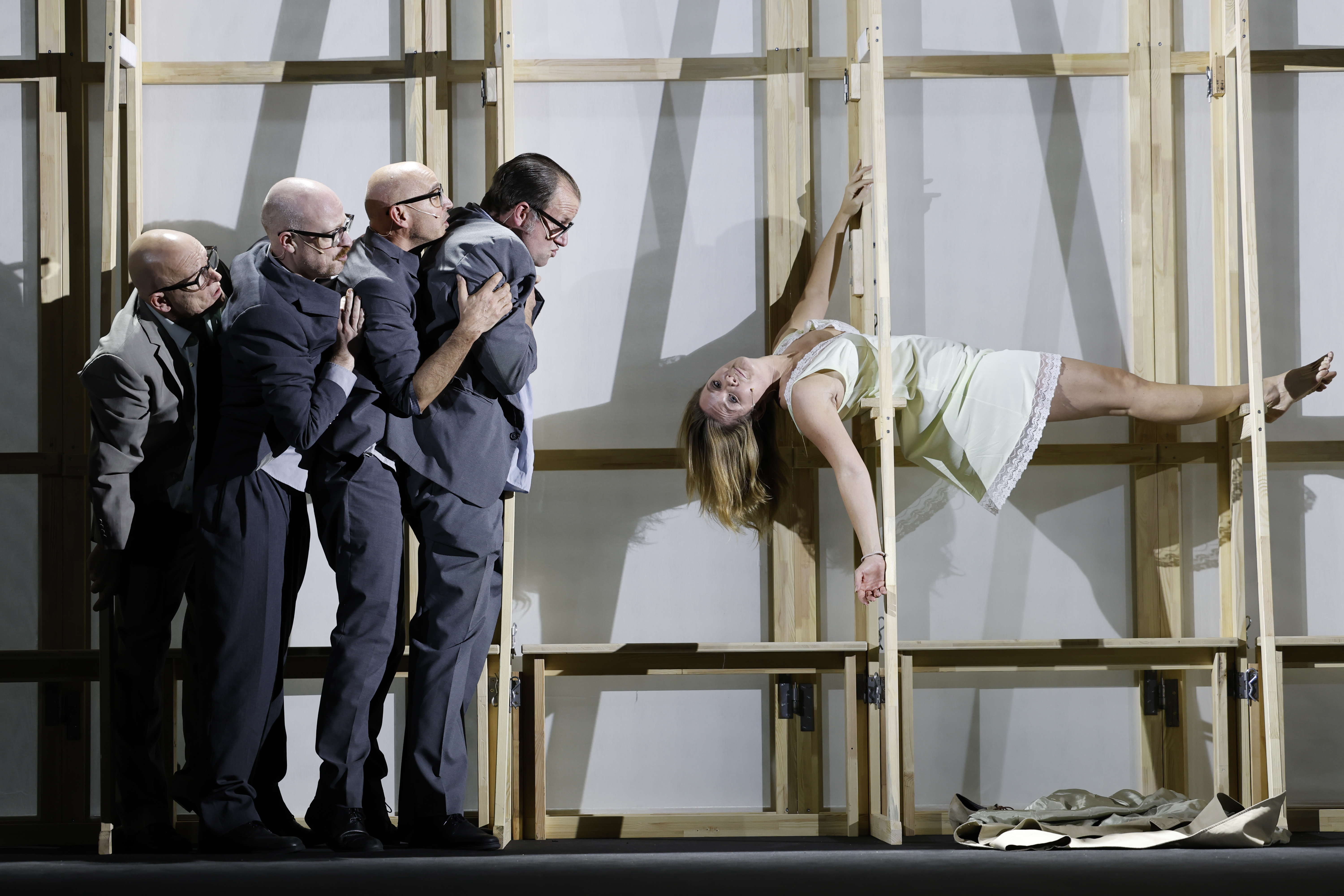
Inszenierung Berliner Ensemble (2023)

- Inszenierung Berliner Ensemble (2023)1984, Fernsehfilm von Paul Nickell aus dem Jahr 1953 für den US-Sender CBS mit Lorne Greene[39]
- 1984, Fernsehfilm von Rudolf Katscher aus dem Jahr 1954 für BBC mit Peter Cushing und Donald Pleasence[40]
- 1984, Spielfilm aus dem Jahr 1956, wieder mit Donald Pleasence
- 1984, Verfilmung aus dem Jahr 1984 mit John Hurt und Richard Burton als Hauptdarsteller
- 1984, Verfilmung von Diana Ringo aus dem Jahr 2023.[41][42][43]

### Vertonungen
- Im Jahre 1984, Hörspiel, Südwestfunk / BBC
- Die totalitäre Welt – 1984. Eine Warnung, RIAS Berlin, 1949
- 1984, Hörspiel, Radio Bremen, 1950
- Im Jahre 1984, Hörspiel, ORF, 1950
- London 1984, Hörspiel, RIAS, 1950, 49 Min.
- 1984, Hörspiel, ORF-W, 1970
- 1984, 1. Teil: Gedankenverbrechen, 2. Teil: Der letzte Mensch, Hörspiel, RIAS/SWF, 1977, 121 Min.
- 1984, Literaturoper, 2005
- 1984, Hörspiel in vier Teilen, Bearbeitung, Komposition und Regie: Klaus Buhlert, BR/DLF Kultur, 2021, 251 Min. (ardaudiothek.de).
- 1984, Hörspiel von Audible, 210 Min., 2024

### Ausgaben
- Nineteen Eighty-Four. Penguin, London 2021, ISBN 978-0-241-45351-3 (aktuelle Originalausgabe).

- Neunzehnhundertvierundachtzig. Nachwort Arthur Koestler. Übersetzung Kurt Wagenseil. Diana, Zürich 1950; zuletzt: Ullstein, Frankfurt 1996, ISBN 978-3-548-22562-3.
- 1984. Übers. Michael Walter. Ullstein, Frankfurt am Main 1984, zuletzt: 2017, ISBN 978-3-548-28945-8.
- 1984. Übers. Simone Fischer. Nikol Verlag, Hamburg 2021, ISBN 978-3-86820-607-4.
- 1984. Übers. Gisbert Haefs. Manesse, Zürich 2021, ISBN 978-3-7175-2528-8.
- 1984. Übers. Holger Hanowell. Philipp Reclam jun. Verlag, Ditzingen 2021, ISBN 978-3-15-020635-5.
- 1984. Übers. Frank Heibert. S. Fischer Verlag, Frankfurt am Main 2021, ISBN 978-3-10-397097-5.
- 1984. Übers. Eike Schönfeld. Insel Verlag, Berlin 2021, ISBN 978-3-458-17876-7.
- 1984. Übers. Karsten Singelmann. Rowohlt Taschenbuch Verlag, Hamburg 2021, ISBN 978-3-499-00185-7.
- 1984. Übers. Jan Strümpel. Anaconda Verlag, Köln 2021, ISBN 978-3-7306-0976-7.
- 1984. Übers. Lutz-W. Wolff. dtv, München 2021, ISBN 978-3-423-43771-4.

### Sekundärliteratur
- Bernd-Peter Lange: George Orwell: 1984. Fink, München 1982, ISBN 3-7705-2066-1.
- Robert Plank: George Orwells „1984“. Eine psychologische Studie. Übersetzung Leopold Spira. Suhrkamp, Frankfurt am Main 1983, ISBN 978-3-518-37469-6.
- Michael Rademacher: George Orwell, Japan und die BBC. Die Rolle des totalitären Japan bei der Entstehung von „Nineteen Eighty-Four“. In: Archiv für das Studium der neueren Sprachen und Literaturen. 149. Jahrgang, 1997, Nr. 1, ISSN 0003-8970, S. 33–54.
- Michael Rademacher: Orwell and Hitler: “Mein Kampf” as a Source for “Nineteen Eighty-Four”. In: Zeitschrift für Anglistik und Amerikanistik, 47. Jahrgang, 1999, Nr. 1, ISSN 0044-2305, S. 38–53.
- William R. Steinhoff: George Orwell and the Origins of 1984. University of Michigan Press, Ann Arbor 1975, ISBN 978-0-472-87400-2.
- Maria-Felicitas Herforth: George Orwell: 1984 (Nineteen Eighty-Four) (= Königs Erläuterungen und Materialien. 108). Bange, Hollfeld 2002, ISBN 3-8044-1769-8.
- Kathleen Ellenrieder: Lektüreschlüssel zu George Orwell: 1984 (= Reclams Universal-Bibliothek. 15362). Reclam, Stuttgart 2005, ISBN 3-15-015362-X.
- Dorian Lynskey: The ministry of truth. A biography of George Orwell’s 1984. Picador, London 2019, ISBN 978-1-5098-9073-6.